# Spolkové ministerstvo životního prostředí, ochrany přírody a bezpečnosti reaktorů
Spolkové ministerstvo životního prostředí, ochrany přírody a bezpečnosti reaktorů (v němčině: Bundesministerium für Umwelt, Naturschutz und Reaktorsicherheit, zkratka BMU) je německé federální ministerstvo zřízené 6. června 1986, v reakci na černobylskou katastrofu.
Jeho sídlem je Bonn, ale pobočku má v Berlíně.
V prosinci 2013 byla také jeho působnost rozšířena o stavebnictví a ministerstvo bylo přejmenováno na Spolkové ministerstvo životního prostředí, ochrany přírody, stavebnictví a bezpečnosti reaktorů (Bundesministerium für Umwelt, Naturschutz, Bau und Reaktorsicherheit, zkráceně BMUB).